# 돈 미첼 (배우)

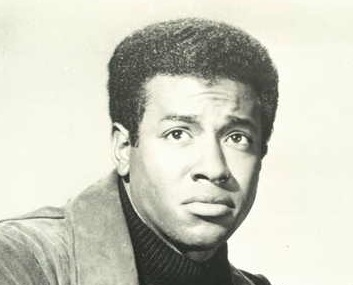

돈 미첼(Don Mitchell, 1943년 3월 17일 ~ 2013년 12월 8일)은 미국의 배우이다.
휴스턴에서 태어났으며 엔시노에서 사망하였다.

## 출연 작품

### 영화
- 아이언사이드 (1967) - 텔레비전 영화
- 브라큐라 2 (1973)
- 강철 형사 (1993, The Return of Ironside) - 텔레비전 영화

### 텔레비전
- 내 사랑 지니 (1966)
- 도망자 (1966-67)
- 아이언사이드 (1967-75)
- 원더우먼 (1978)